# Almindelig jordbærtræ
Almindelig jordbærtræ (Arbutus unedo) er et stedsegrønt træ (eller busk) med en bred og åben krone.
Hovedgrenene er opstigende med overhængende sideskud. Barken er først bleggrøn og behåret, men snart bliver solsiden rød. Senere er barken mørkerød og optrævlende, og på gamle grene bliver den furet med gråbrune kamme. Knopperne er spredtstillede, røde, meget små og fladt kegleformede. Bladene er omvendt ægformede eller elliptiske med skarpt savtakket rand og tydelig spids. Oversiden er blank og mørkegrøn, mens undersiden er lysegrøn med en tydelig, hvid midterribbe.
Blomstringen sker i oktober-november, hvor man finder blomsterne samlet i endestillede, overhængende stande. De enkelte blomster er krukkeformede og hvide til lysegrønne, ofte med en grøn kant på kronen. Under blomstringen modnes forrige års frugter, der er vortede, kuglerunde bær, som skifter farve fra grøn over gul til mørkerød. Nektaren fra artens blomster giver en bitter honning.
Rodnettet er kraftigt og både dybtgående og udbredt.
Højde x bredde og årlig tilvækst: 5,00 x 5,00 m (35 x 35 cm/år). Tilvæksten er dog langt større hos unge træer eller fra stød.

## Hjemsted
Arten hører oprindelig hjemme i Middelhavsområdet og op langs Atlanterhavets kyst til Irlands sydvestligste del. Den vokser i lysning og skovbryn i stedsegrønne egeskove, men også i maki, hvor den følger vandløbene.
I Valdeangosto i Sierra Madrone i det centrale Spanien findes arten på bjergskråninger i ca. 800 m højde sammen med bl.a. buskkortlæbe, duskhyacint, enårig kronvikke, Gladiolus illyricus (en gladiolus-art), gul kløver, Helianthemum ledifolium (en soløje-art), hvid soløjetræ, karpikssoløjetræ, korkeg, kruset soløjetræ, mørkebrun flueblomst, portugisisk astragel, smalbladet stenved, steneg, sydlig lyng, terpentintræ og trælyng

## Note
1. ↑  www.rjb.csic.es: S.Rivas Goday og F. Bellot Rodríguez: Estudios sobre la vegetación y flora de la comarca Despeñaperros-Santa Elena (spansk)

| Portal | Portal:Botanik |